# Avicularia metallica
Avicularia metallica é uma espécie de aranha pertencente à família Theraphosidae (tarântulas).

## Fotos

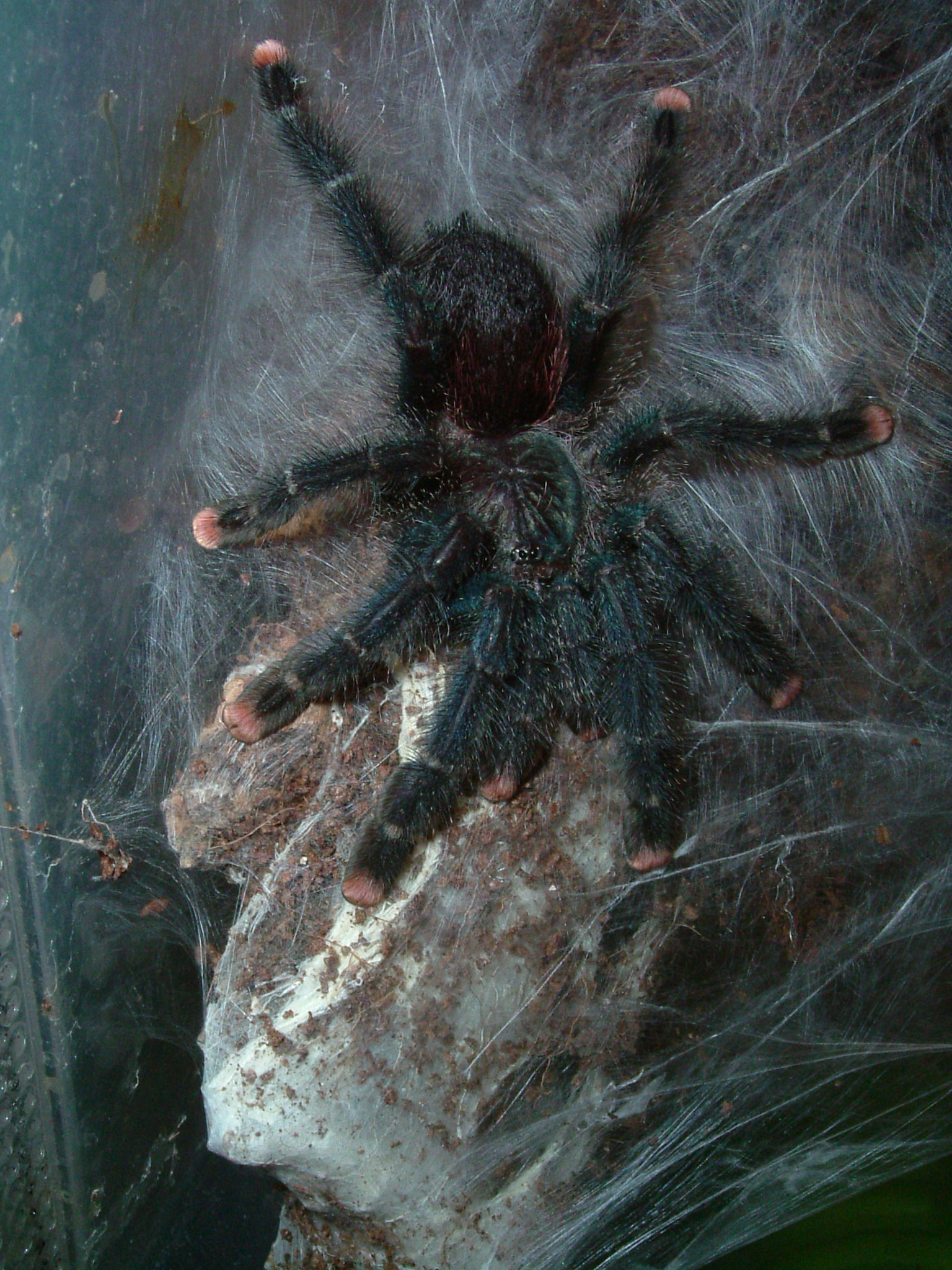
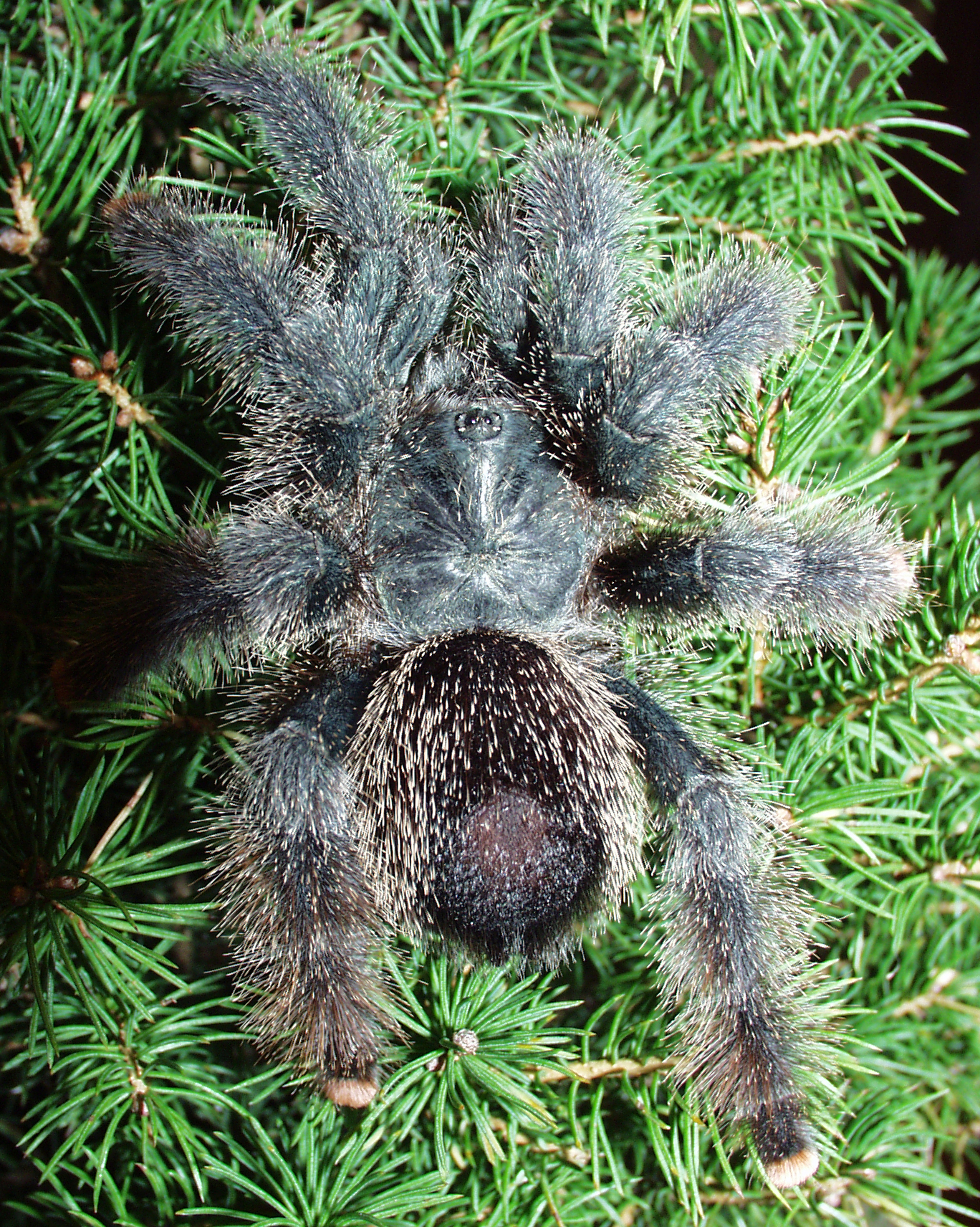
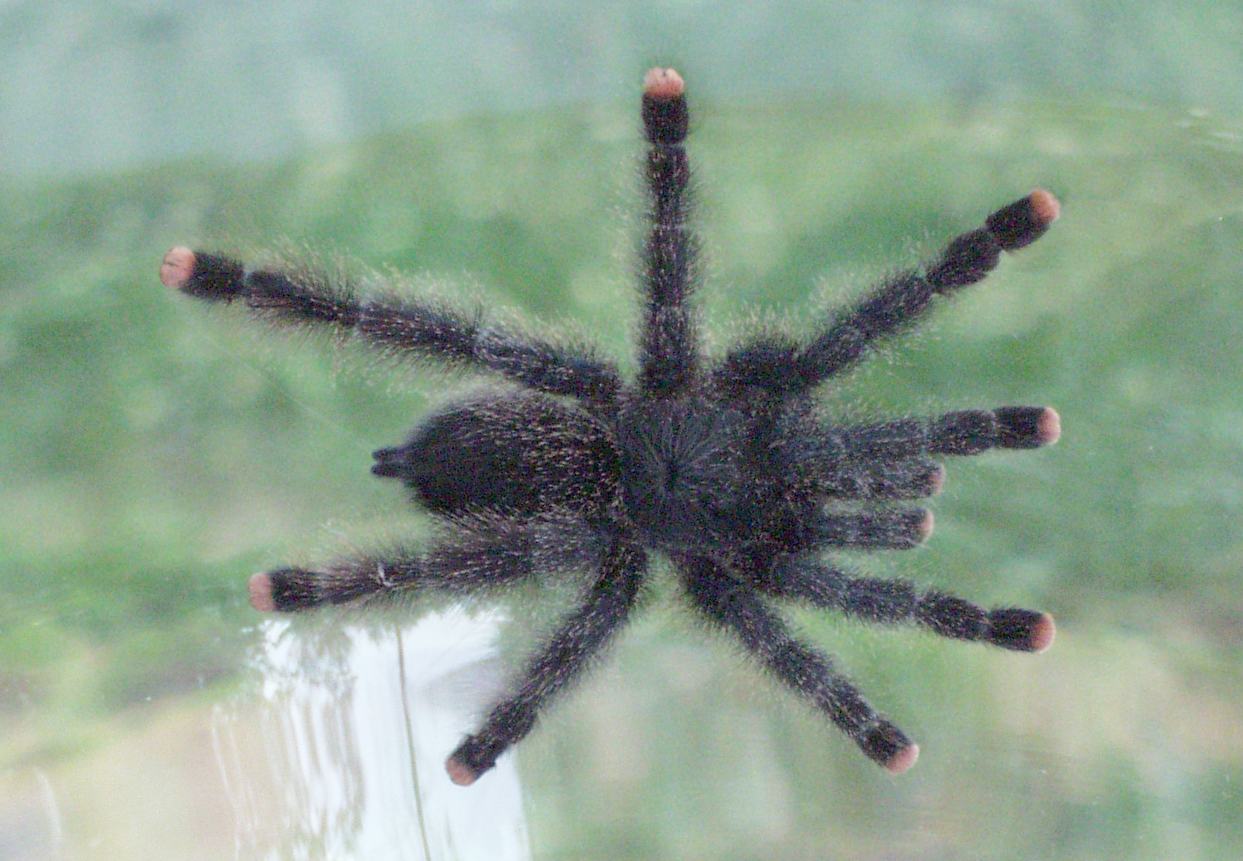

## Links
- Mídia de Avicularia Metallica caçando

## Outros
Lista das espécies de Theraphosidae (Lista completa das Tarântulas.)